# Romlau
Romlau war ein Ort im Kreis Preußisch Eylau in Ostpreußen. Seine Ortsstelle befindet sich heute im Munizipalkreis Rajon Bagrationowsk (Stadtkreis Preußisch Eylau) in der Oblast Kaliningrad (Gebiet Königsberg (Preußen)) in Russland.

## Geographische Lage
Die Ortsstelle Romlaus liegt im südlichen Westen der Oblast Kaliningrad, 24 Kilometer nordwestlich der früheren Kreis- und heutigen Rajonshauptstadt Preußisch Eylau (russisch Bagrationowsk).

## Geschichte
Das damalige Rumlack wurde in der frühen Ordenszeit gegründet und erst vor 1785 Romlau genannt. Als Vorwerk war es eine auf den Gutsbezirk Ernsthof (russisch Krasnopartisanskoje, seit 1993 Wladimirowo) im ostpreußischen Kreis Preußisch Eylau, und zählte 1910 19 Einwohner.
Als sich am 30. September 1928 Ernsthof und Tharau (russisch Wladimirowo) zur neuen Landgemeinde Tharau zusammenschlossen, wurde Romlau eine Ortschaft nun eben dieser neuen Gemeinde.
In Kriegsfolge kam Romlau 1945 mit dem gesamten nördlichen Ostpreußen zur Sowjetunion. Weder erhielt es einen russischen Namen, noch ist die Zugehörigkeit zu einem Dorfsowjet erfolgt. Romlau galt schon bald als untergegangen. Seine Ortsstelle gehört heute zum Rajon Bagrationowsk (Stadtkreis Preußisch Eylau) in der russischen Oblast Kaliningrad (Gebiet Königsberg (Preußen)).

## Religion
Bis 1945 war Romlau in das Kirchspiel der evangelischen Kirche Tharau (russisch Wladimirowo) in der Kirchenprovinz Ostpreußen der Kirche der Altpreußischen Union eingepfarrt.

## Verkehr
Die nur noch schwerlich erkennbare Ortsstelle Romlaus ist von Wladimirowo (Tharau und Ernsthof) aus zu erreichen.